# Pierre Pfeffer
Pierre Pfeffer (Parigi, 6 dicembre 1927 – Parigi, 29 dicembre 2016) è stato uno zoologo francese, naturalista e ambientalista, che ha diretto il Museo nazionale di storia naturale di Francia. Era un noto divulgatore di storia naturale e un attivista per la conservazione degli elefanti che ha lavorato per fermare il commercio di avorio.

## Pubblicazioni
- Pierre Pfeffer, Bivouacs à Bornéo, collection "L’aventure vécue", Flammarion, Paris (1963).
- Pierre Pfeffer, Aux îles du dragon, collection "L’aventure vécue", Flammarion, Paris (1964).
- Pierre Pfeffer, Le mouflon de Corse (Ovis ammon musimon, Schreber 1782) : Position systématique, écologie et éthologie comparée, Mammalia, supplément au volume 31, Paris (1967).
- Pierre Pfeffer, L’Asie, collection "Les continents en couleurs", Hachette, Paris (1970).
- Guy Dhuit & Pierre Pfeffer, Zoo sans Frontières : Animaux d’Afrique orientale, Hatier, Paris (1970).
- Pierre Pfeffer, Vie et mort d’un géant : L’éléphant d’Afrique, collection "L'odyssée", Flammarion, Paris (1989).
- Pierre Pfeffer, Le retour du Loup en questions, Le Courrier de la Nature, N°171, p. 31-36 & N°172, p. 34-39.
- Pierre Pfeffer & Arnoult Seveau, Les bovinés rares et menacés du Cambodge, Le Courrier de la Nature, N°195, p. 18-24).
- Pierre Pfeffer, La conservation des espèces animales, Le Courrier de la Nature, N°213 "Spécial SNPN - 150ème anniversaire", p. 24-31 .